# Dichotomius belus
Dichotomius belus là một loài bọ cánh cứng trong họ Bọ hung (Scarabaeidae).